# Pseudomugil signifer
Pseudomugil signifer (dugina riba), malena tropska slatkovodna bentopelagička ribica, australski endem. Zlatne je boje a naraste maksimalno do 7.0 cm, uobičajena dužina 3.5 cm. Pripada porodici Pseudomugilidae, red Atheriniformes. Otkrio ju je Kner 1866. 
U Hrvatskoj je poznata kao dugina riba, a u engl. kao Pacific blue-eye. Uzgaja se i u akvarijima i hrani crvima.

## Vanjske poveznice
- Pseudomugil signifer  Arhivirana inačica izvorne stranice od 1. svibnja 2012. (Wayback Machine)

|  | Zajednički poslužitelj ima još gradiva o temi Pseudomugil signifer |
|  | Wikivrste imaju podatke o taksonu Pseudomugil signifer             |